# Humanes
Humanes es un municipio y localidad española de la provincia de Guadalajara, en la comunidad autónoma de Castilla-La Mancha. Antiguamente se denominó «Humanes de Mohernando». El término municipal, ubicado en el valle del Henares y del que también forman parte las localidades de Cerezo de Mohernando y Razbona, cuenta con una población de 1784 habitantes (INE 2024).

## Etimología
Según el lingüista E. Bascuas, el nombre de Humanes deriva del tema hidronímico paleoeuropeo *um-, derivado de la raíz indoeuropea *am- 'cauce'.

## Geografía

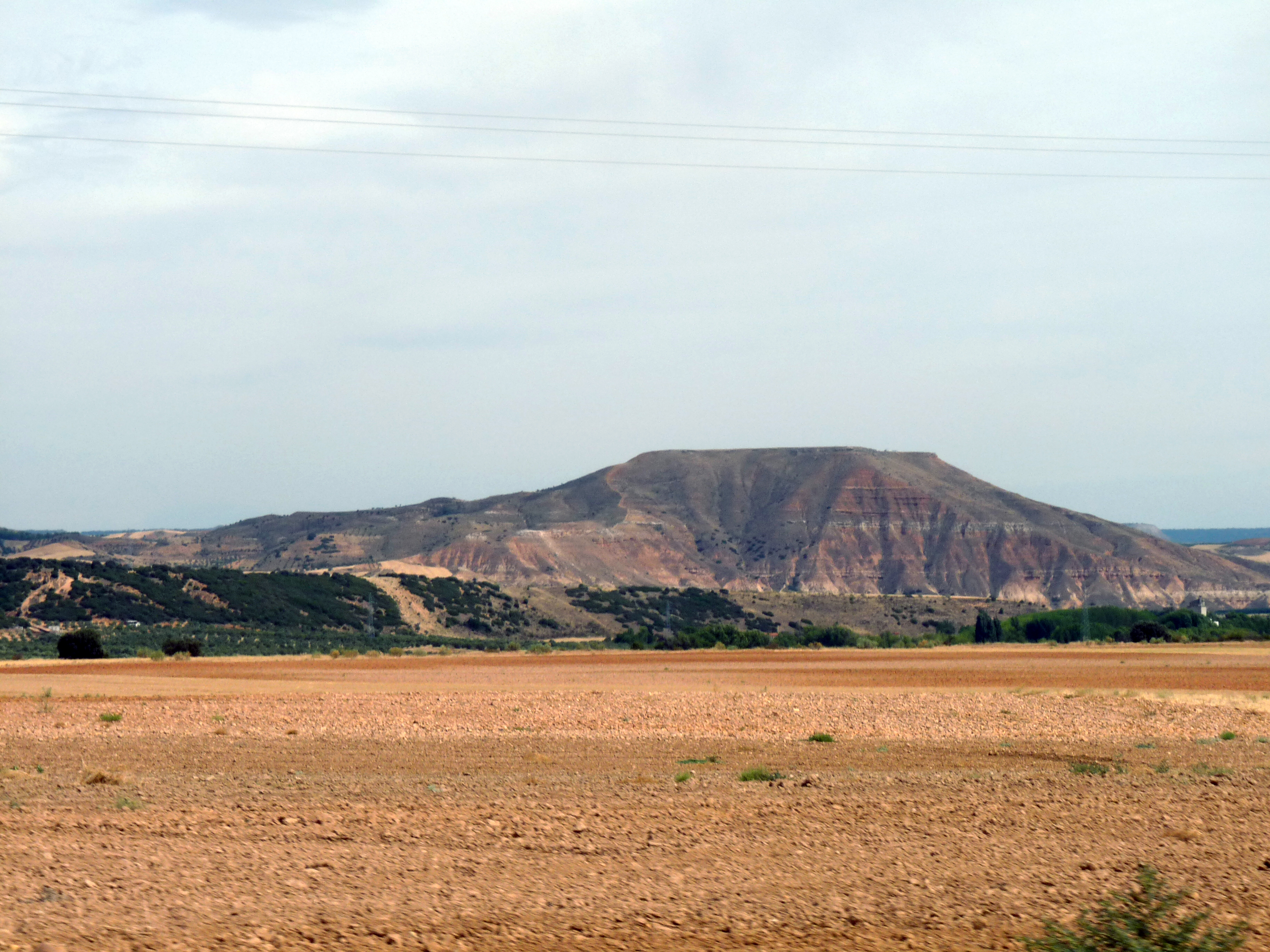
Cerro próximo conocido como "La Muela", donde se practica parapente

Humanes está asentado sobre el llano del valle del Henares, a 23 km de Guadalajara, siendo en la actualidad una de las cabeceras de la comarca por su gran producción de cereal.
El río Henares pasa a unos 2 km al este del municipio; el río Sorbe, embalsado por "El Colchón", transcurre a similar distancia al norte. Ambos ríos confluyen dentro del término municipal de Humanes. Forma parte del paisaje de Humanes la Muela, cerro al que se llega cruzando el río Henares y que se encuentra ya en el municipio de Alarilla.
En su término municipal también se encuentran la pedanía de Cerezo de Mohernando y el EATIM de Razbona. Humanes limita con los municipios de Mohernando, Cogolludo, Robledillo de Mohernando, Montarrón y Alarilla, todos de la provincia de Guadalajara.

## Historia
En el pasado perteneció a la Orden de Santiago, dentro de la Encomienda de Mohernando, hasta que en el siglo XVI Francisco de Eraso, secretario real, compró al rey Felipe II todas las tierras de la antigua Encomienda y se constituyó como primer señor de Humanes. Más tarde Felipe IV otorgaría a los sucesores de la familia Eraso el título de conde de Humanes. En el pasado la localidad se denominó «Humanes de Mohernando», por su pertenencia a la encomienda de Mohernando.
Se constituyó como villa en el siglo XIX, en el cual se construyó el actual ayuntamiento, engrandeciéndose entonces con algunas industrias importantes aunque le benefició muy especialmente el paso del ferrocarril. De esa época data el antiguo cementerio, hoy en ruinas, situado no lejos del moderno.
A mediados del siglo XIX, el lugar contaba con una población censada de 652 habitantes. La localidad aparece descrita en el noveno volumen del Diccionario geográfico-estadístico-histórico de España y sus posesiones de Ultramar de Pascual Madoz de la siguiente manera:

HUMANES DE MOHERNANDO: v. con ayunt. en la prov. de Guadalajara (3 leg.), part. jud. de Tamajon (4 1/4), aud. terr. de Madrid (13), c. g. de Castilla la Nueva, dióc. de Toledo (25): sit. en llano y dominado al S. y O. por unas colinas, goza de clima templado y sano, sin que se conozcan otras enfermedades dominantes que las tercianas. Tiene 199 casas, la consistorial con cárcel, aunque insegura y mala en su piso bajo; una fuente de regulares aguas, escuela de instruccion primaria frecuentada por 65 alumnos, á cargo de un maestro dotado con 1,100 rs. y 42 fan. de trigo, una igl. parr. (San Esteban Protomártir), servida por un cura cuya plaza es de entrada y de provision real, prévio concurso. térm.: confina N. Torrebeleña y Razbona; E. Alarilla; S. Mohernando, y O. el mismo Mohernando y Robledillo: dentro de esta circunferencia se encuentran varias fuentes, entre ellas una cuyas aguas tienen propiedades diuréticas; hay también 3 ermitas dedicadas á la Virgen de Peñaora, La Soledad y Sta. Maria Magdalena. El terreno es de buena calidad y bastante fértil, debida esta circunstancia al beneficio del riego que le prestan los ríos Sorbe y Henares que se reúnen dentro de la jurisd., perdiendo su nombre el primero y conservándolo el segundo, hay 2 montes poblados de encina, uno al NE. y otro al O., comunero entre las villas de Humanes y Mohernando. caminos: los que dirigen á los pueblos limítrofes. El correo se recibe y despacha en la adm. de Guadalajara por un balijero. prod.: trigo, cebada, centeno, avena, garbanzos, habas, guisantes, almortas, yeros, vino y poco aceite; se cria ganado lanar, mular y vacuno; caza de conejos, liebres, perdices y algún jabalí; en los rios se pescan barbos, bogas, anguilas y alguna trucha. ind.: la agrícola, un molino harinero y algunos de los oficios y artes mecánicas mas indispensables. comercio: esportacion de frutos sobrantes é importacion de los art. que faltan. pobl.: 186 vec., 652 alm. cap. prod.: 2.792,200 rs. imp.: 251,300. contr.: 17,652. presupuesto municipal 4,000 rs., se cubre con los fondos de propios.
(Madoz, 1847, p. 359)

En la actualidad destacan en el municipio las industrias de materiales de construcción, una moderna colonia veraniega en la ribera del Sorbe, y sus magníficos campos de cultivo (regadío) que rodean la población, especialmente en el valle del Henares.

## Demografía
Humanes cuenta con una población de 1784 habitantes (INE 2024).
| Gráfica de evolución demográfica de Humanes entre 1842 y 2021 |
| |
| Población de derecho según los censos de población del INE Población de hecho según los censos de población del INEEntre el censo de 1857 y el anterior, crece el término del municipio porque incorpora a Razbona Entre el censo de 1981 y el anterior, crece el término del municipio porque incorpora a Cerezo de Mohernando |

| 1,193         | 1,250 | 1,223 | 1,188 | 1,209 | 1,226 | 1,272 | 1,385 | 1,570 | 1,485 | 1,466 | 1,462 | 1,487 | 1,496 | 1,511 | 1,577 | 1,644 |
| (Fuente: INE) |       |       |       |       |       |       |       |       |       |       |       |       |       |       |       |       |

## Patrimonio

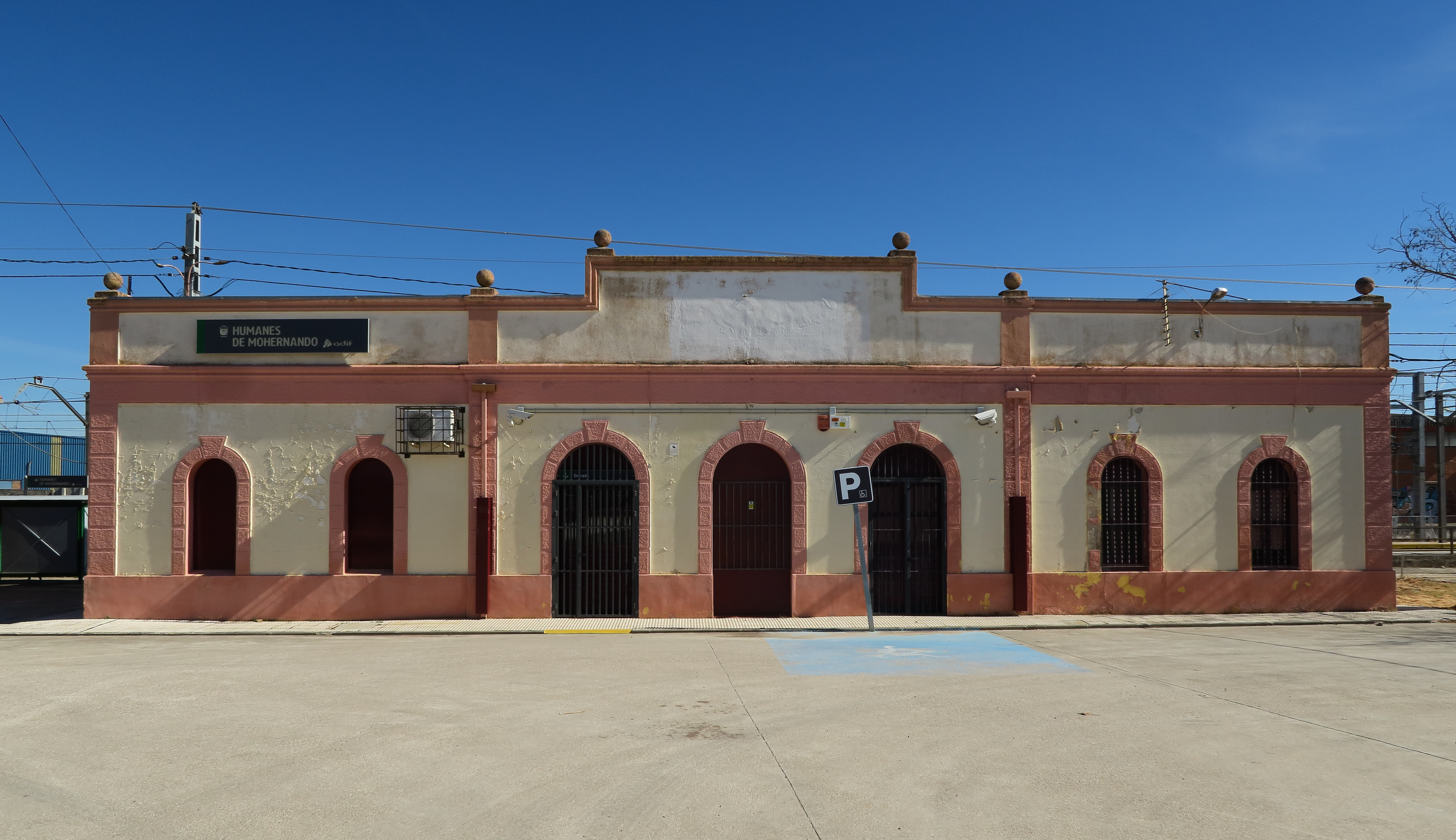
Fachada de la estación de tren

En la localidad se encuentra la iglesia parroquial de San Esteban, con dos naves, planta de cruz latina y torre de sillarejo (1508). El presbiterio y el crucero son obra de los maestros canteros Juan de Ballesteros y Juanes de Iriarte (1570-1604), de gran belleza arquitectónica, con pórtico orientado al sur. Este pórtico está formado por columnas de tipo alcarreño similares a las existentes en el pórtico de la concatedral de Santa María en Guadalajara. Además Humanes ofrece algunos buenos ejemplos de casonas campiñeras.
La ermita de la Virgen de Peñahora, patrona de Humanes, está junto al río Sorbe, y en su honor se celebran las fiestas patronales el segundo sábado de septiembre. El acto central de las mismas es la conocida como "procesión del fuego", durante la que se porta la imagen de la Virgen de Peñahora desde su ermita hasta la iglesia parroquial de San Esteban. Durante el trayecto, de más de dos kilómetros, los campos se van quemando al paso de la Virgen, todo un espectáculo de dolor y devoción
A las afueras de la población, en dirección a Mohernando, se encuentra la ermita de la Soledad, en cuyo interior se guarda una talla de Cristo yacente. La estación del ferrocarril ha sido declarado de interés turístico por datar su estructura del siglo XIX.[cita requerida]